# Heinrich Josef Leuthold

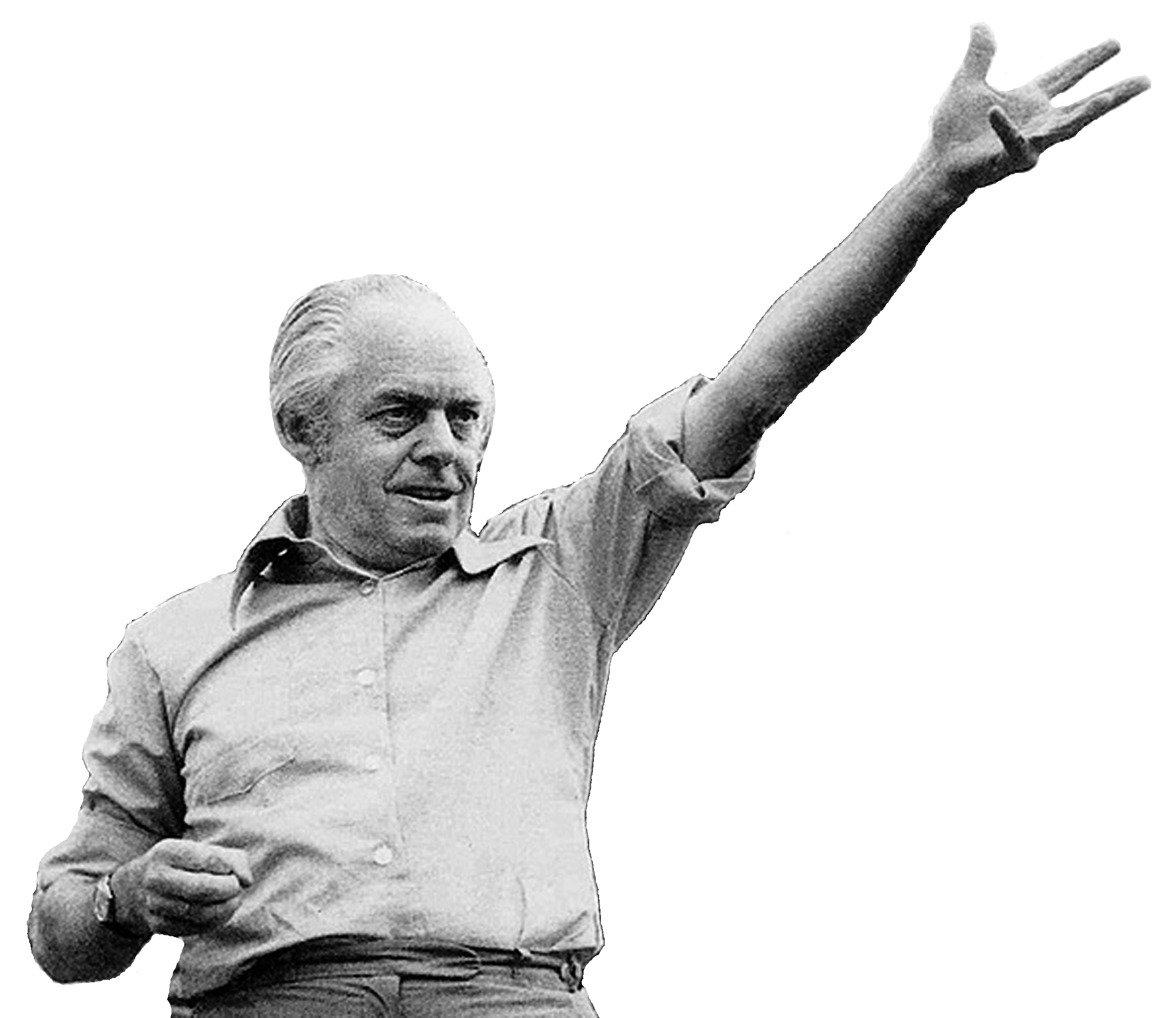
Heinrich Josef Leuthold

Heinrich Josef Leuthold (* 18. September 1910 in Stans; † 15. Oktober 2001 ebenda) war ein Schweizer Komponist und Dirigent.

## Leben
Heinrich Josef Leuthold wurde als viertes von zehn Kindern des Ehepaares Franz und Marie Leuthold-Imbach am 18. September 1910 geboren. Als Spross einer musizierfreudigen Familie wuchs er in der Melachere in Stans auf. Heinrich Josef Leuthold besuchte 1918–1926 die Primar- und Sekundarschule in Stans. 1924, als vierzehnjähriger Sekundarschüler, erhielt er auf Weisung seines damaligen Lehrers den Auftrag, auf die kommende Älplerchilbi einen Schüler-Jodlerclub zusammenzustellen. Es entstand dadurch eine erste Sammlung nidwaldnischer Naturjodel; damit wurde die Grundlage gelegt für seine spätere intensive Forschung auf dem Gebiet des Naturjodels. 1926–1927 verbrachte er sein Welschlandjahr. Er liess sich anschliessend von 1927 bis 1931 im Lehrerseminar St. Michael in Zug zum Volksschullehrer ausbilden und verbrachte 1931 das Sommersemester an der Universität Freiburg i. Üe.
1931–1942 wirkte er als Lehrer und Organist in Stansstad. Von 1942 bis 1965 war er Lehrer in Stans und wirkte bis zu seiner Pensionierung im Jahre 1975 als erster Rektor der Stanser Volksschule.
Heinrich Josef Leuthold heiratete 1943 die Stanserin Josy von Matt. Sie hatten zusammen vier Kinder. Bis zu seinem Tod im Jahr 2001 lebte er in Stans.

## Musikalische Tätigkeit
- 1931 bis 1942: Organist in Stansstad
- 1932 bis 1985: Dirigent der Stanser Jodlerbuebe
- 1939 bis 1986: Dirigent des Trachtenchores Stans
- 1958 bis 1988: Organist und Leiter des Kirchenchores Obbürgen
- Leiter des Requiemchores in Stans

## Werke

### Kompositionen (Auswahl)
Heinrich Josef Leuthold hat über 150 Volkslieder, Kantaten, Jodel, Instrumentalwerke und Messen komponiert. Hier eine Auswahl der wichtigsten Kompositionen:
- Nidwaldner Hymne (Gemischter Chor)
- Nidwaldner Tanzliedli (Text von Josef von Matt; Gemischter Chor mit Klarinette und Trompete; 1943)
- Jodlermesse (Gemischter Chor)
- Stanser Vesper (Gemischter Chor, Soli, Orchester und Orgel; 1981)
- Kantate Freid (Chor, Soli, Harmoniemusik und Alphorn)
- Dr Tirlidokter (Kinderchor)[2][3]

### Buchveröffentlichungen
- Der Naturjodel in der Schweiz. Robert Fellmann-Liederverlag, Altdorf 1981. http://permalink.snl.ch/bib/sz000320607
- Kleine Schulgeschichte von Stans. Schulgemeinde Stans, 1979.

## Auszeichnungen
- Orden «Bene Merenti» (1979)[4]
- Melchior-Wyrsch-Preis der Schindler-Kulturstiftung (1984)[5][4]
- Anerkennungspreis der Innerschweizer Radio- und Fernsehgesellschaft (1989)[4]